# El próximo mes me nivelo
El próximo mes me nivelo es un libro de cuentos del escritor peruano Julio Ramón Ribeyro. Fue publicado en 1972 como parte del segundo tomo de La palabra del mudo y nunca fue publicado como un libro individual.

## Cuentos
La obra está compuesta por nueve cuentos:
- Una medalla para Virginia.
- Un domingo cualquiera.
- Espumante en el sótano.
- Noche cálida y sin viento.
- Los predicadores.
- Los jacarandas.
- Sobre los modos de ganar la guerra.
- El próximo mes me nivelo.
- El ropero, los viejos y la muerte.